# Brachycerasphora convexa
Brachycerasphora convexa är en spindelart som först beskrevs av Simon 1884.  Brachycerasphora convexa ingår i släktet Brachycerasphora och familjen täckvävarspindlar.
Artens utbredningsområde är Algeriet. Inga underarter finns listade.